# Szolgara
Szolgara – miasto w Afganistanie, w prowincji Balch. W 2017 roku liczyło 11 100 mieszkańców.